# Chaetodon auriga
El pez mariposa auriga (Chaetodon auriga) es una especie de pez marino del género Chaetodon. 
Es un pez tímido, que se esconde durante parte del día en agujeros de rocas o entre colonias coralinas. La población del mar Rojo no tiene ocelo en la aleta dorsal, y, de hecho era considerada una subespecie: Chaetodon auriga setifier (Bloch, 1795), actualmente es considerada por la mayoría de científicos como una variante regional dentro de la misma especie.

## Morfología
Posee la morfología típica de su familia, cuerpo ovalado y comprimido lateralmente. Al igual que las otras especies con las que comparte el género, destaca en coloración. Es blanco, con un patrón de dos series de líneas paralelas diagonales, entrecruzadas a lo largo del cuerpo. Su cabeza es lisa, con una ancha franja negra vertical que atraviesa el ojo y una boca estrecha y puntiaguda, resultado de la especialización condicionada por su alimentación principal: los gusanos poliquetos y los pólipos coralinos. La parte trasera de las aletas dorsal y anal, así como la aleta caudal, son de un amarillo intenso. En el extremo superior de la parte trasera de la aleta dorsal tiene un gran punto negro, a modo de ocelo, para despistar a sus predadores. Y en ese mismo extremo, de adultos desarrollan un filamento. Las aletas pectorales son transparentes y las pélvicas son blancas. 
Tiene 12 o 13 espinas dorsales, entre 22 y 25 radios blandos dorsales, 3 espinas anales, y entre 19 y 21 radios blandos anales.
Alcanza hasta 23 cm de longitud.

## Alimentación
Es omnívoro y se alimenta, tanto de los pólipos de corales, como de gusanos poliquetos, anémonas marinas y algas.

## Reproducción
Son dioicos, o de sexos separados, ovíparos, y de fertilización externa. El desove sucede antes del anochecer. Forman parejas durante el ciclo reproductivo, pero no protegen sus huevos y crías después del desove.

## Hábitat
Es un pez costero, y toma como hogar los arrecifes y los fondos arenosos, repletos de algas o rocas. Especie no migratoria, asociada a arrecifes, tanto en laderas semiprotegidas exteriores, como en lagunas con rico crecimiento coralino. Se les ve solitarios, en parejas o en cardúmenes que recorren grandes distancias para alimentarse. 
Su rango de profundidad está entre 1 y 40 metros, aunque se han reportado localizaciones entre 0,2 y 62 m. Y el rango de temperatura se sitúa entre 22.49 y 29.33 °C.

## Distribución geográfica
Ampliamente distribuido y común en los océanos Índico y Pacífico. Es especie nativa de Arabia Saudí; Australia; Baréin; Bangladés; Birmania; Camboya; Chile (Pascua Is.); China; Cocos; Comoros; islas Cook; Corea; Ecuador (Galápagos); Egipto; Emiratos Árabes Unidos; Eritrea; Filipinas; Fiyi; Guam; Hawái; Hong Kong; India (Andaman Is., Nicobar Is.); Indonesia; Irán; Irak; Israel; Japón; Jordania; Kenia; Kiribati; Kuwait; Madagascar; Malasia; Maldivas; islas Marshall; islas Marianas del Norte; Mauricio; Mayotte; Micronesia; Mozambique; Nauru; Niue; Isla Norfolk; Nueva Caledonia; Nueva Zelanda; Omán; Pakistán; Palaos; Papúa Nueva Guinea; Pitcairn; Polinesia; Catar; Reunión; islas Salomón; Samoa; Seychelles; Singapur; Somalia;  Sri Lanka; Sudáfrica; Sudán; Tailandia; Taiwán; Tanzania; Tokelau; Tonga; Tuvalu; Vanuatu; Vietnam; Wallis y Futuna; Yemen y Yibuti.

## Galería

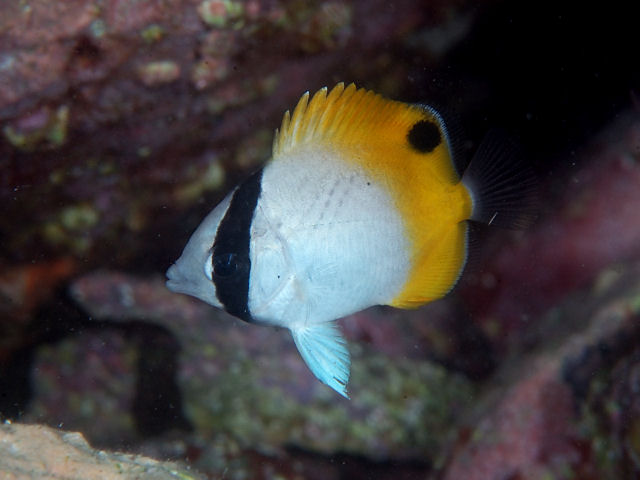
Ejemplar juvenil en Izu, Japón.
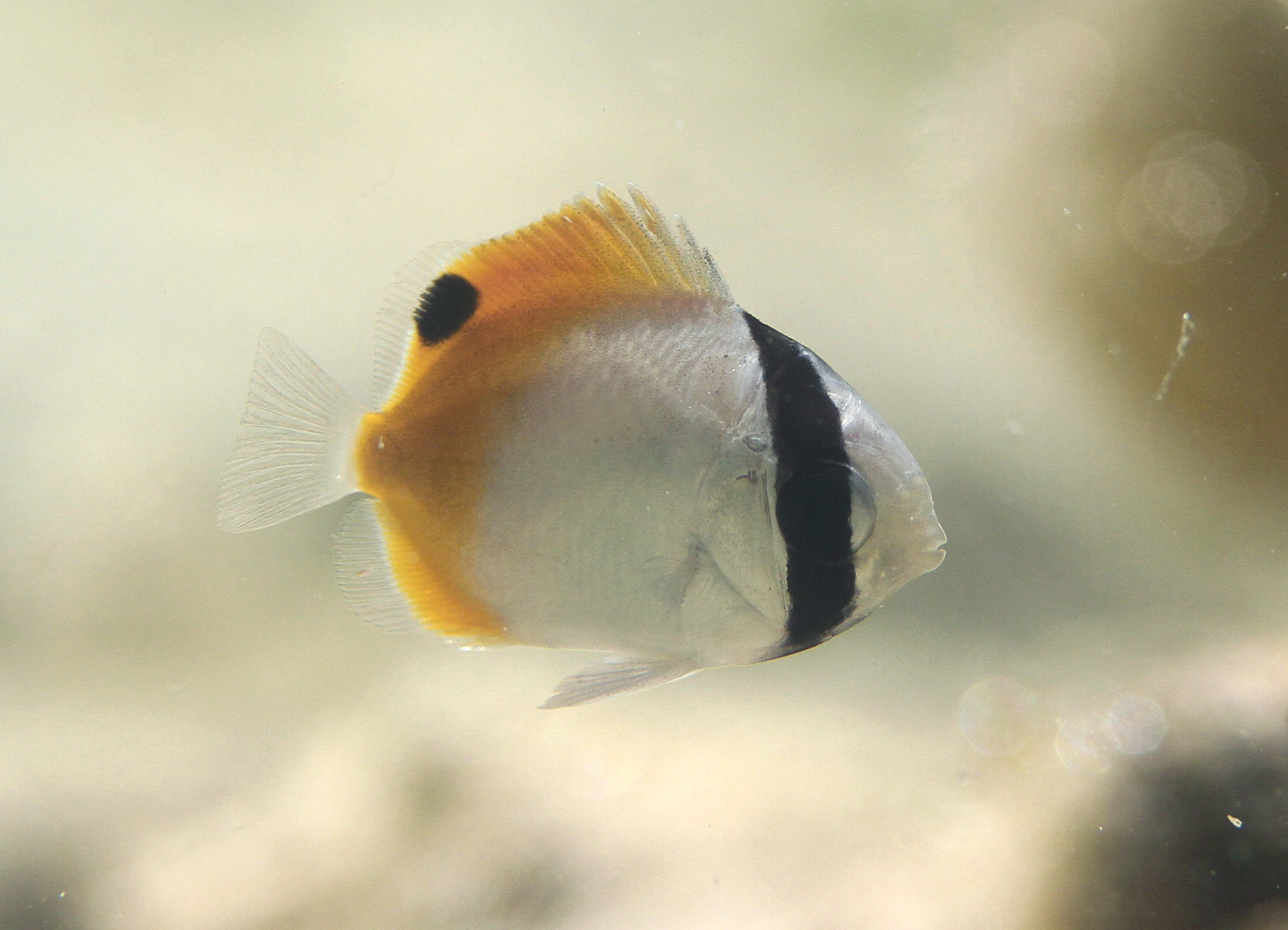
Juvenil de unos 2 cm en Reunión.
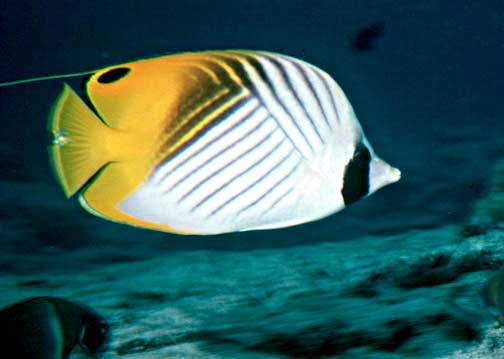
Ejemplar adulto del Pacífico con ocelo.
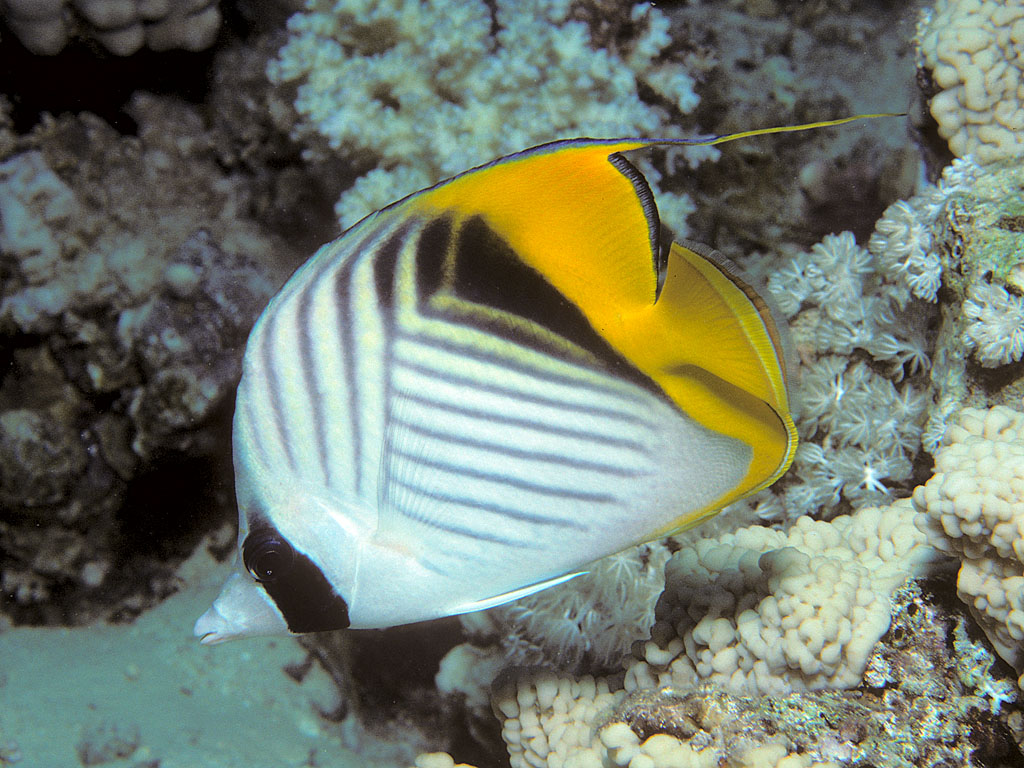
Ejemplar del mar Rojo sin ocelo.
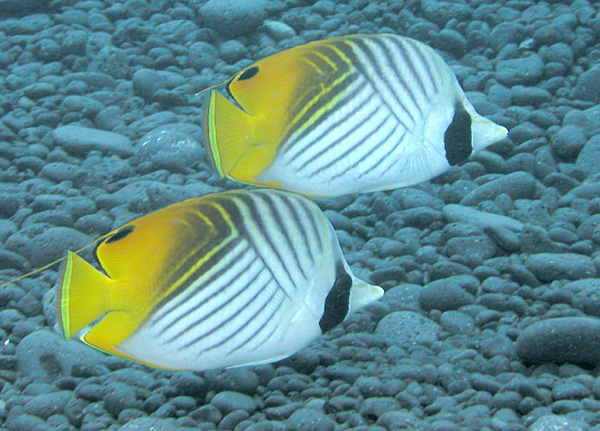
Pareja en Kona, Hawái.
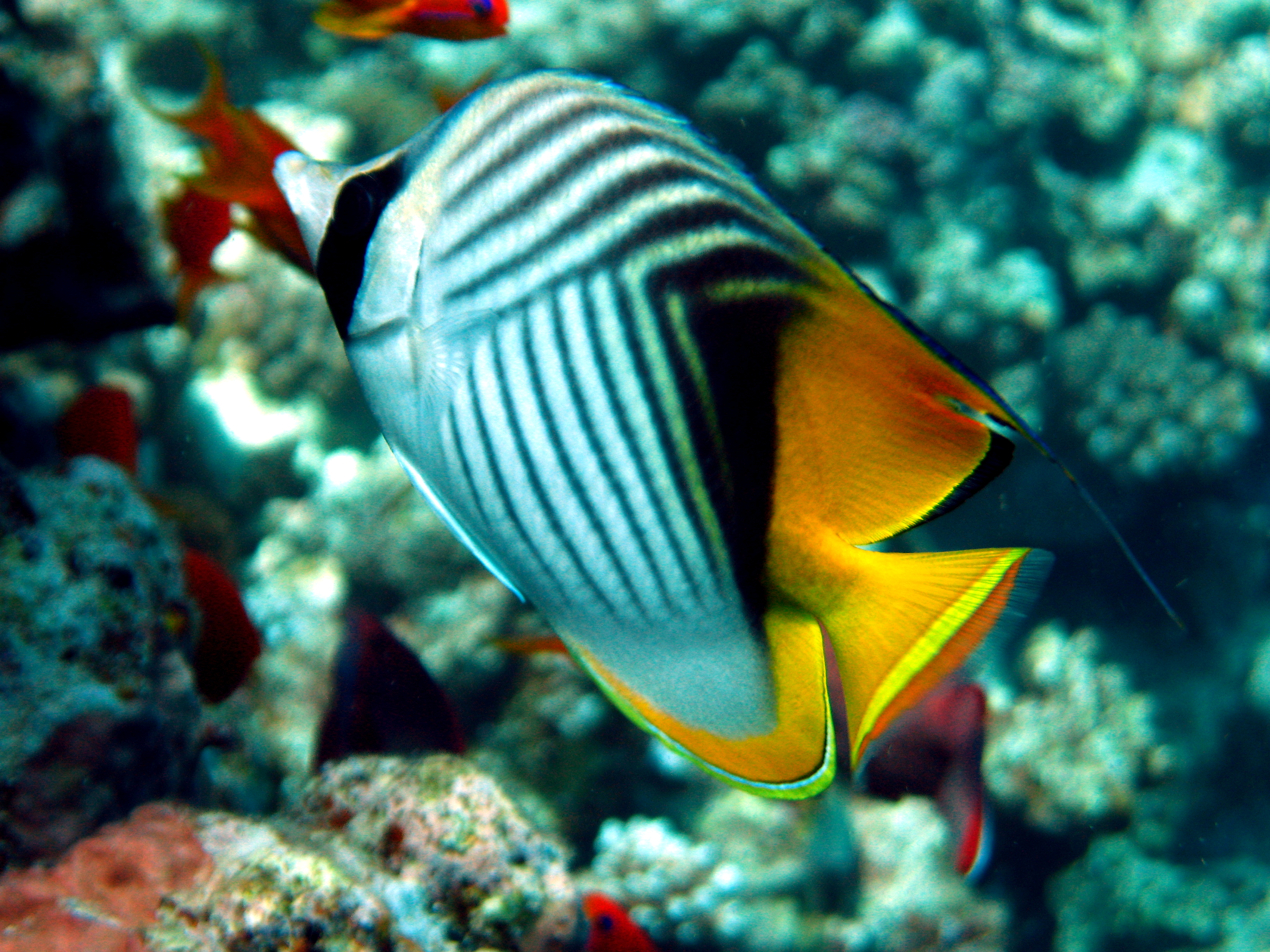
En Port Ghalib, Egipto.
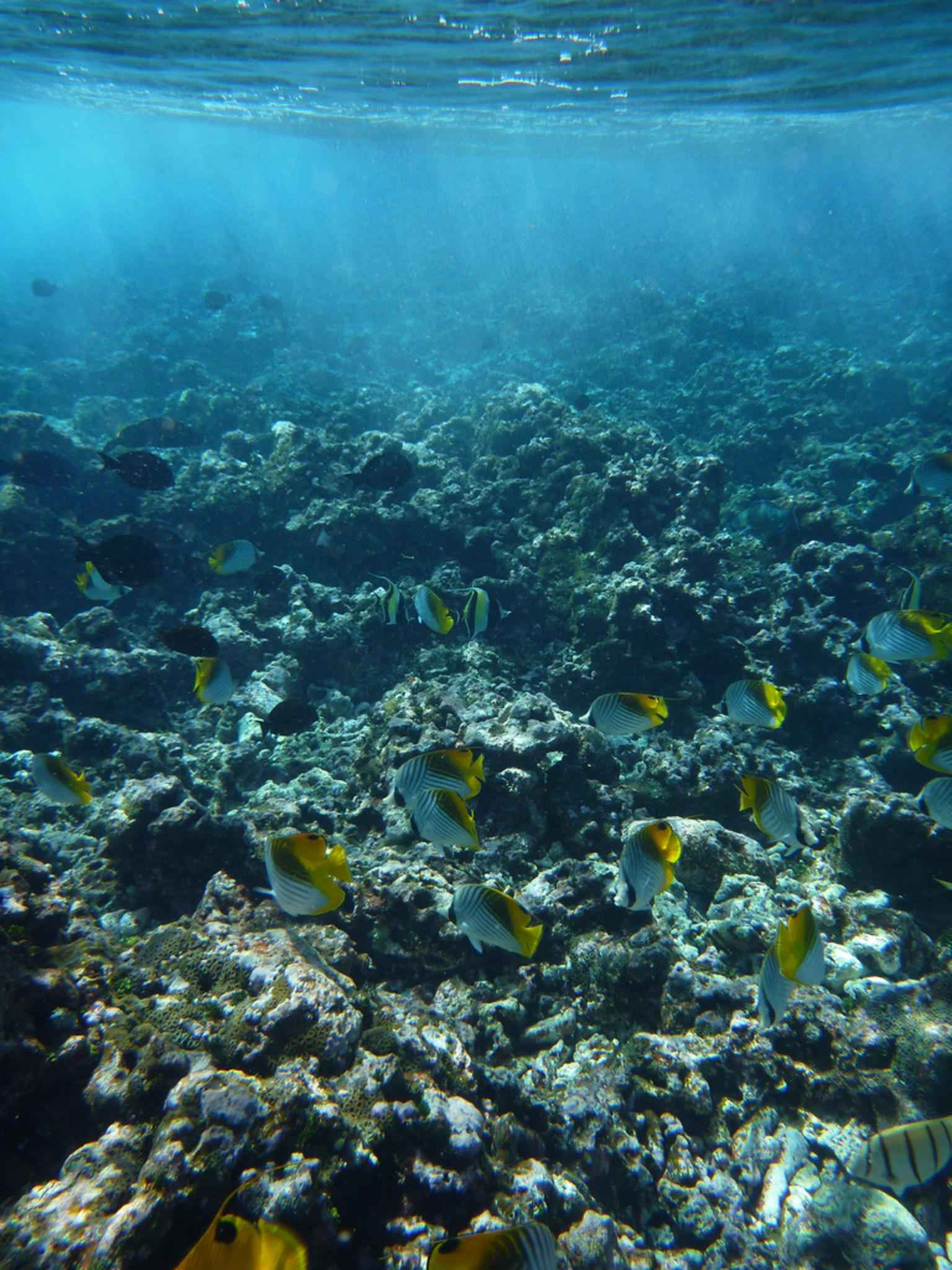
Grupo de C. auriga patrullando un arrecife.
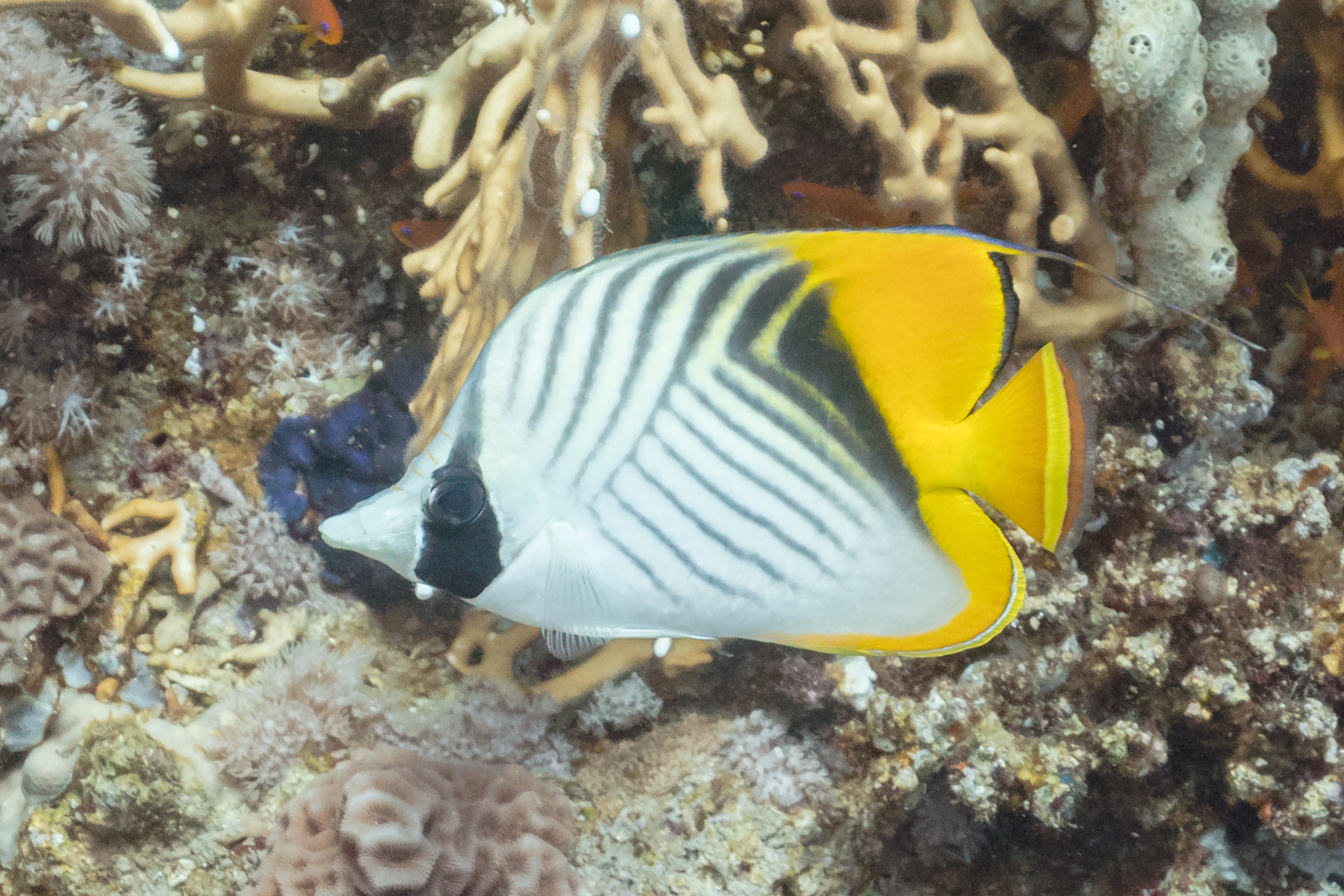
Ejemplar en el mar Rojo.